# Cuts (EP)
Cuts är en EP av bandet L.A. Guns från 1992.

## Låtlista
1. "Night of the Cadillacs"
2. "Suffragette City"
3. "Ain't the Same"
4. "Papa's Got a Brand New Bag"
5. "Killer Mahari"

## Medverkande
- Phil Lewis - sång
- Tracii Guns - gitarr
- Mick Cripps - gitarr
- Kelly Nickels - bas
- M.C. Bones - trummor, låt 1-2
- Steve Riley - trummor, låt 3-5
- Spike (Quireboys) - bakgrundssång i låt 1